# Come un cammello in una grondaia
| Recensione              | Giudizio |
| ----------------------- | -------- |
| Dizionario del pop-rock |          |

Come un cammello in una grondaia è il sedicesimo album di Franco Battiato, pubblicato nel 1991.
Dell'album è uscita, due anni dopo, una versione in lingua spagnola intitolata Como un camello en un canalón.

## Descrizione
L'album è diviso in due parti: i primi quattro brani sono di Battiato e Giusto Pio, mentre i restanti quattro sono lieder di autori classici. I brani originali furono composti presso la casa di Pio a Castelfranco Veneto; l'album fu registrato presso gli Abbey Road Studios di Londra con l'ausilio di pianoforte, orchestra d'archi, coro e interventi aggiuntivi di sintetizzatore.
L'immagine di copertina è il particolare di un dipinto di Süphan Barzani, pseudonimo con il quale Battiato agli inizi firmava i suoi dipinti.

### I brani originali
Povera patria, che apre l'album, è un'amara riflessione di Battiato sul degrado politico e sociale dell'Italia del suo tempo:
Tra i governanti, quanti perfetti e inutili buffoni!
Questo paese è devastato dal dolore.
Ma non vi dànno un po' di dispiacere
quei corpi in terra senza più calore?»
(Franco Battiato, Povera Patria)
Il concetto di reincarnazione, caro a Battiato, è trattato nel brano Le sacre sinfonie del tempo, dove, attraverso un linguaggio poetico e filosofico, l'autore esplora la nozione dell'immortalità dell'anima e del suo ciclo di rinascite. Il testo recita: 
(Franco Battiato, Le sacre sinfonie del tempo)
In queste parole, l'artista suggerisce una visione dell'esistenza umana come un lungo processo di guarigione spirituale, un cammino che si sviluppa attraverso molteplici esistenze terrene, come un peregrinare che va oltre la vita e la morte. La caduta dagli angeli e la perdita della memoria sono interpretati come simboli di una condizione esistenziale originaria che si manifesta in ogni incarnazione successiva. L'idea che l'anima sia destinata a errare attraverso i secoli prima di ritrovare la propria integrità è un richiamo alla visione ciclica del tempo, presente in molte tradizioni filosofiche e religiose, tra cui l'induismo e il buddhismo.
In Come un cammello in una grondaia l'autore torna a riflettere sul difficile rapporto fra il proprio sentire e il mondo circostante con le sue miserie. Il titolo del brano è una citazione di Al-Biruni, scienziato persiano vissuto nell'XI secolo, che era solito pronunciare la frase per indicare l'inadeguatezza della propria lingua nel descrivere argomenti di carattere scientifico.
E cosa devono vedere ancora gli occhi e sopportare?
i demoni feroci della guerra, che fingono di pregare!
Eppure, lo so bene che dietro a ogni violenza esiste il male.
Se fossi un po' più furbo, non mi lascerei tentare.»
(Franco Battiato, Come un cammello in una grondaia)
L'ombra della luce, così come altri suoi lavori tra cui L'oceano di silenzio, fu scritto durante un periodo di intensa riflessione e meditazione di sei mesi. Questa fase creativa si caratterizza per un'esplorazione profonda del tema spirituale della Luce, un concetto che ricorre frequentemente nella produzione di Battiato e che trova radici in diverse tradizioni spirituali. In questo contesto, lo stesso termine "Luce" si carica di significati metafisici, richiamando l'idea di una realtà trascendente e infinita, spesso associata all'illuminazione spirituale o alla conoscenza superiore.
Il testo, scritto per buona parte in forma di supplica, riflette sul contrasto tra il profondo affetto umano e l'ineffabile Luce, suggerendo che anche le emozioni più pure e sincere, come quelle derivanti dal piacere sessuale o dai desideri più sottili del cuore, siano solo un'«ombra» della Luce stessa.

### Ilieder
Schmerzen è uno dei cinque Lieder del ciclo Wesendonck-Lieder (WWV 91), composto da Richard Wagner nel 1857 su una poesia di Mathilde Wesendonck.
Il brano Plaisir d'amour (1785) di Johann Paul Aegidius Martin venne inciso anche da Sibilla su un singolo del 1984 che sul lato B aveva la canzone Sex Appeal to Europe composta, come altri brani interpretati dalla cantante, da Battiato e Pio. Il lied di Martin verrà citato da Battiato anche sul brano Shakleton (da Gommalacca, 1998).
Gestillte Sehnsucht è tratta dall'Op. 91 Due canti per contralto, viola e pianoforte (1863-1884) di Johannes Brahms.
Oh Sweet Were the Hours è tratta dall'Op. 108 Venticinque canzoni scozzesi (1818) di Ludwig van Beethoven; il testo inglese è attribuito a William Smyth (1765-1849). Il brano fa parte del progetto di Beethoven di ri-arrangiare canzoni del patrimonio popolare britannico.

## Accoglienza
Il disco raggiunse il decimo posto in classifica e vendette oltre 250 000 copie, risultando il trentaquattresimo disco più venduto in Italia durante l'anno.

## Tracce
Testi di Franco Battiato, tranne dove indicato; musiche e arrangiamenti di Franco Battiato e Giusto Pio.

### Versione italiana
1. Povera patria – 3:45 (Battiato-Pio)
2. Le sacre sinfonie del tempo – 3:45 (Battiato-Pio)
3. Come un cammello in una grondaia – 3:31 (Fleur Jaeggy-Battiato-Pio)
4. L'ombra della luce – 4:54 (Battiato-Pio)
5. Schmerzen (elaborazione per orchestra di Felix Mottl) – 2:50 (Richard Wagner)
6. Plaisir d'amour (elaborazione per orchestra di Hector Berlioz) – 3:57 (Johann Paul Aegidius Martin)
7. Gestillte Sehnsucht (elaborazione per orchestra e coro Battiato-Pio) – 5:48 (Johannes Brahms)
8. Oh Sweet Were the Hours (elaborazione per orchestra e coro Battiato-Pio) – 3:38 (Ludwig van Beethoven)

Durata totale: 32:08

### Versione spagnola
1. Pobre patria – 3:45 (Battiato-Pio)
2. Sagradas sinfonias del tiempo – 3:45 (Battiato-Pio)
3. Como un camello en un canalón – 3:31 (Battiato-Pio)
4. La sombra de la luz – 4:54 (Battiato-Pio)
5. Schmerzen (elaborazione per orchestra di Felix Mottl) – 2:50 (Richard Wagner)
6. Plaisir d'amour (elaborazione per orchestra di Hector Berlioz) – 3:57 (Johann Paul Aegidius Martin)
7. Gestillte Sehnsucht (elaborazione per orchestra e coro Battiato-Pio) – 5:48 (Johannes Brahms)
8. Oh Sweet Were the Hours (elaborazione per orchestra e coro Battiato-Pio) – 3:38 (Ludwig van Beethoven)

Durata totale: 32:08

## Formazione
- Franco Battiato – voce
- Giusto Pio - direzione Astarte Orchestra of London (Battiato, Beethoven, Brahms) e Antonio Ballista (Berlioz e Wagner).
- Antonio Ballista – pianoforte
- Filippo Destrieri – tastiera, programmazione, sintetizzatore
- Gavyn Wright – violino
- Roger Chase – viola
- Anthony Pleeth – violoncello
- Coro Ambrosian Singers of London diretto da John McCarthy

## Riconoscimenti
- L'album riceve il Premio della Critica come "Miglior Disco dell'Anno" in un referendum della stampa specializzata promosso dalla rivista Musica e Dischi.
- Povera patria si aggiudica nel 1992 la Targa Tenco come "Miglior Brano dell'Anno".